# Tsering Wangmo Dhompa
Ne doit pas être confondu avec Tsering Wangmo.
Tsering Wangmo Dhompa (tibétain : ཚེ་རིང་དབང་མོ་སྡོམ་པ, Wylie : tshe ring dbang mo sdom pa), née le 6 mars 1969 dans le nord de l'Inde, est une écrivaine tibétaine et la première poète tibétaine à être publiée en anglais. 

## Biographie
Tsering Wangmo Dhompa est la fille de Tsering Choedon Dhompa qui a fui le Tibet en 1959. Elle grandit auprès de sa mère à Dharamsala, (Inde) et à Katmandou (Népal). Après ses études secondaires, elle entre à la Lady Shri Ram College à New Delhi, elle  y obtient un Bachelor of Arts et un Master of Arts en littérature anglaise. Ayant emménagé aux États-Unis elle poursuit son cursus universitaire en passant un Master of Arts à l'Université du Massachusetts à Amherst, puis un Master of Fine Arts à l''Université d'État de San Francisco.
Tsering Wangmo Dhompa parle couramment le Tibetain, l'Hindi, le Nepali et l'Anglais.
Elle vit  à San Francisco, tout en préparant une thèse de doctorat (Ph.D) auprès de l'Université de Californie à Santa Cruz

## Œuvres

### Recueils de poésie
- My rice tastes like the lake, éd. Apogee Press, 2011,
- A long absence and poems of apprehension, éd.  Longhouse Press, 2007
- In the Absent Everyday, éd. Apogee Press, 2005,
- Rules of the House, éd. Apogee Press, 2002.

### Livres
- Coming Home to Tibet: A Memoir of Love, Loss, and Belonging, éd.  Shambhala, 2016[7],
- A Home in Tibet, éd. Penguin Books India, 2013,
- A Matter Not of Order, éd. Backwoods Broadside Series No. 75, 2003.

### Traductions françaises
- "Phayul", extrait de Coming Home to Tibet, traduit de l'anglais par Benoîte Dauvergne, revue Jentayu n°9, 2019.